# Czajków (województwo świętokrzyskie)
Czajków – kolonia w Polsce położona w województwie świętokrzyskim, w powiecie staszowskim, w gminie Łubnicet.
W Czajkowie, od 2008 roku, działa klub piłki nożnej, Zorza Czajków, występujący obecnie (sezon 2019/20) w B klasie, będącej ósmą, pod względem ważności klasą, męskich ligowych rozgrywek piłkarskich w Polsce. 